# Alapi paludicole
Sclateria naevia, Sclateria
Genre
Espèce
Statut de conservation UICN

 LC  : Préoccupation mineure
L’Alapi paludicole (Sclateria naevia), unique représentant du genre Sclateria, est une espèce de passereaux de la famille des Thamnophilidae.

## Répartition

Aire de répartition de Sclateria naevia.

Cet oiseau se rencontre en Bolivie, au Brésil, en Colombie, en Équateur, au Guyana, en Guyane, au Pérou, au Suriname, à Trinité-et-Tobago et au Venezuela.

## Liste des sous-espèces
Selon GBIF (18 avril 2024) :
- Sclateria naevia argentata (Des Murs, 1856)
- Sclateria naevia diaphora Todd, 1913
- Sclateria naevia naevia (Gmelin, 1788)
- Sclateria naevia toddi Hellmayr, 1924

## Classification
Le nom valide complet (avec auteur) de ce taxon est Sclateria naevia (Gmelin, 1788).
Ce taxon porte en français le nom vernaculaire ou normalisé suivant : Alapi paludicole,.
Sclateria naevia a pour synonyme :
- Sitta naevia Gmelin, 1788